# Bataille de Nui Thanh
Guerre du Viêt Nam
Batailles
La bataille de Nui Thanh a lieu le 26 mai 1965 dans le district éponyme à la bataille, dans le centre du Vietnam. Cette bataille marque une avancée significative pour les forces vietnamiennes dans la guerre contre les Américains. Organisée par la province de Quảng Nam, elle visait à détruire une compagnie américaine ayant monté un camp sur des collines de Nui Thanh. Cette compagnie, pourtant dotée de fortifications et appuyée par l’aviation est anéantie par un assaut rapide et coordonné des forces vietminh. Cette victoire vietnamienne a permis de renforcer la confiance et la stratégie des forces armées locales.

## Déroulé de la bataille

### Prémices
Le 10 mai 1965, des troupes américaines débarquèrent à Ky Lien et Ky Ha, dans la province de Hà Tĩnh. Le commandement nord-vietnamien de la province chargea le district de Quang Nam de lever des hommes et de préparer une attaque pour détruire une compagnie américaine. La cible choisie fut la station de Nui Thanh, défendue par la 2e compagnie du 9e bataillon des marines américains, forte de 180 soldats répartis sur trois collines fortifiées.

### Attaque vietnamienne
Dans la nuit du 26 mai, les forces vietnamiennes lancèrent l'assaut, composées de la 2e compagnie du 70e bataillon et de détachements spéciaux. Les forces principales attaquèrent la colline où était établi la direction américaine, avec deux flèches d’attaque, utilisant des grenades et des mitraillettes pour s’emparer des positions extérieures. Malgré la résistance ennemie, aidée par US Air Force et un matériel plus moderne, une percée vietminh permit de planter le drapeau vietnamien sur le poste de commandement américain. Les forces secondaires attaquèrent quant à eux, l’autre colline, affrontant une forte résistance due au terrain escarpé, favorable aux troupes américaines. Après plusieurs heures de combat acharné, les deux collines furent conquises alors que la troisième se rendait.
La tactique vietnamienne fut redoutablement efficace, l’attaque de la colline principale fut de telle sorte qu’une partie des forcés vietnamiennes fut utilisée tel un leurre alors que le gros des troupes s’infiltrait dans la base et en prenait possession. Pendant ce temps, la deuxième colline fut attaquée par une force vietnamienne plus importante en nombre. Les troupes américaines, surprises par la violence des combats et l’attaque furtive mené par les locaux, tentèrent une sortie vers la forêt. Cette tentative fut un échec, prise à partie par des embuscades vietnamiennes.

## Bilan
Les forces américaines perdent la totalité de leurs troupes sur place, soient 180 hommes, 139 tués et 41 fait prisonnier. Du côté Vietnamien, 132 guérillos et soldats étaient présents lors de l’assaut.
Cette bataille est souvent montrée comme un exemple à suivre pour les Nord-Vietnamiens, et est considérée comme la première bataille vers la victoire face aux Américains. Elle a permis d’encourager les troupes Viêt-minh dans la région et de regagner une position stratégique : un chemin de la côte jusqu’aux positions vietnamiennes.

## Mémorial
Pour commémorer cette victoire, a été érigée sur une colline située à l’est de Nui Thanh, un mémorial surmonté des mots : « Nui Thanh Victory ». Ce monument « célèbre l’exploit du peuple de Quang Nam durant la guerre face aux États-Unis ».